# Saint-Victor-sur-Ouche
Saint-Victor-sur-Ouche é uma comuna francesa na região administrativa da Borgonha-Franco-Condado, no departamento de Côte-d'Or. Estende-se por uma área de 13,06 km². Em 2010 a comuna tinha 317 habitantes (densidade: 24,3 hab./km²).